# Stereophyllum tavoyense
Stereophyllum tavoyense là một loài Rêu trong họ Stereophyllaceae. Loài này được (Hook. ex Harv.) A. Jaeger miêu tả khoa học đầu tiên năm 1880.